# Didier Ndenga
Didier Ndenga est un cinéaste, producteur et réalisateur congolais, mort le 21 mars 2019 à Paris en France.

## Prix et récompenses
- Prix du meilleur court-métrage avec le film China town au festival Nafca 2015 à Beverly Hills[3].
- Prix argent du meilleur réalisateur du Grand prix africain du cinéma, de la télévision et des Tics (Gpact) à Abidjan[3].
- Prix international Mediterranean Award 2018 du meilleur réalisateur et producteur 2018 avec la série River Hôtel  en France[4].